# 프론트웨이브 아레나
프론트웨이브 아레나(영어: Frontwave Arena)는 미국 캘리포니아주 오션사이드에 위치한 실내 경기장이다. G 리그 샌디에고 클리퍼스의 홈경기장으로 사용하고 있다.

## NBA프리시즌 경기
| 날짜            | 팀1                | 스코어    | 팀2                   |
| --------------- | ------------------ | --------- | --------------------- |
| 2024년 10월 8일 | 브루클린 네츠      | 106 - 115 | 로스앤젤레스 클리퍼스 |
| 2025년 10월 9일 | 광저우 룽 라이온스 |           | 로스앤젤레스 클리퍼스 |